# Бензилхлорид
Бензи́лхлори́́д (α-хлоротолуен) — хлороорганічна сполука з формулою {\displaystyle {\ce {C6H5-CH2Cl}}}.

## Фізичні властивості
За стандартних умов є безбарвною рідиною з різким запахом. Важча за воду і погано в ній розчиняється, але добре розчиняється в органічних розчинниках, таких як етанол, хлороформ, ацетон, діетиловий етер та інші.

## Отримання
Вперше бензихлорид було отримано 1853 року хлоруванням бензилового спирту:
Переважно бензилхлорид отримують хлоруванням толуену. Реакція протікає за вільнорадикальним механізмом:
{\displaystyle {\ce {C6H5CH3 + Cl2 -> C^H5CH2Cl + HCl}}}
Інший спосіб — хлорометилювання бензену.

## Хімічні властивості

### Заміщення хлору нуклеофілами
Як і інші хлороалкани, вступає у реакції нуклеофільного заміщення. Наприклад, гідролізується гарячою водою та лугами, утворюючи бензиловий спирт:
При реакції з аміаком утворюється бензиламін:
Аналогічна реакція відбувається з амінами. З первинних утворюються вторинні, де другий замісник —бензил, з вторинних третинні, а з тренинних — четвертинні амонієві солі.
Також, при взаємодії з ціанідом натрію утворюється бензилціанід:

### Хлорування
Хлорування бензилхлориду призводить до утворення бензалхлориду та бензотрихлориду:
{\displaystyle {\ce {C6H5-CH2Cl + Cl2 -> C6H5-CHCl2 + HCl}}}
{\displaystyle {\ce {C6H5-CHCl2 + Cl2 -> C6H5-CCl3 + HCl}}}

### Взаємодія з металами

#### Реакція Вюрца
Натрій і купрум вступають з бензилхлоридом у реакцію Вюрца, утворюючи дифенілетан:
{\displaystyle {\ce {C6H5-CH2-Cl + Cu + Cl-CH2-C6H5-> C6H5-CH2-CH2-C6H5 + CuCl2}}}

#### Реакція з магнієм
При реакції бензилхлориду з магнієм утворюється бензилмагнійхлорид, який використовується для синтезу інших речовин за реакцією Гріньяра.

## Токсичність
Лакриматор, подразнює очі та слизові оболонки. Є канцерогеном у зв'язку з домішками більш хлорованих сполук.